# Friedrich von Mandelsloh
Friedrich Graf von Mandelsloh (* 29. Dezember 1795 in Stuttgart; † 15. Februar 1870 Mergentheim) war Oberförster in Urach und später Kreisforstrat in Ulm sowie Amateurgeologe und Amateurpaläontologe.

## Leben und Wirken
Friedrich Graf von Mandelsloh entstammte dem altadeligen Mecklenburger Geschlecht der Grafen von Mandelsloh und war der zweite Sohn des württembergischen Staatsministers Ulrich Lebrecht von Mandelsloh (* 16. Februar 1760) und seiner Frau Philippine, geb. von Cramm (* 25. November 1752). Er war der Oheim von Kurt von Degenfeld-Schonburg. Nachdem er in Stuttgart zur Schule gegangen war, trat er 1812 als Leutnant in die Garde ein, beendete die militärische Laufbahn unbefriedigt von seiner Stellung aber schon nach drei Jahren, um sich dem Forstwesen zu widmen. Dazu besuchte er die Königlich-Sächsische Forstakademie in Tharandt, wo er sich unter Heinrich Cottas Leitung mit dem Studium des Forstfaches und der allgemeinen Naturwissenschaften beschäftigte.

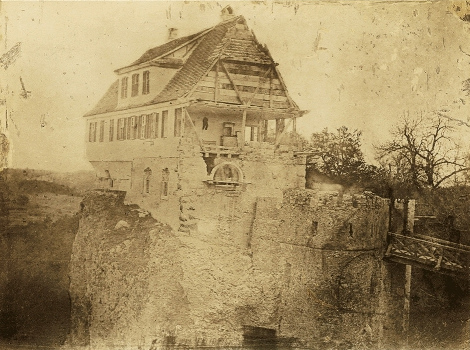
Das Forsthaus auf dem Lichtenstein bei seinem Abriss 1839

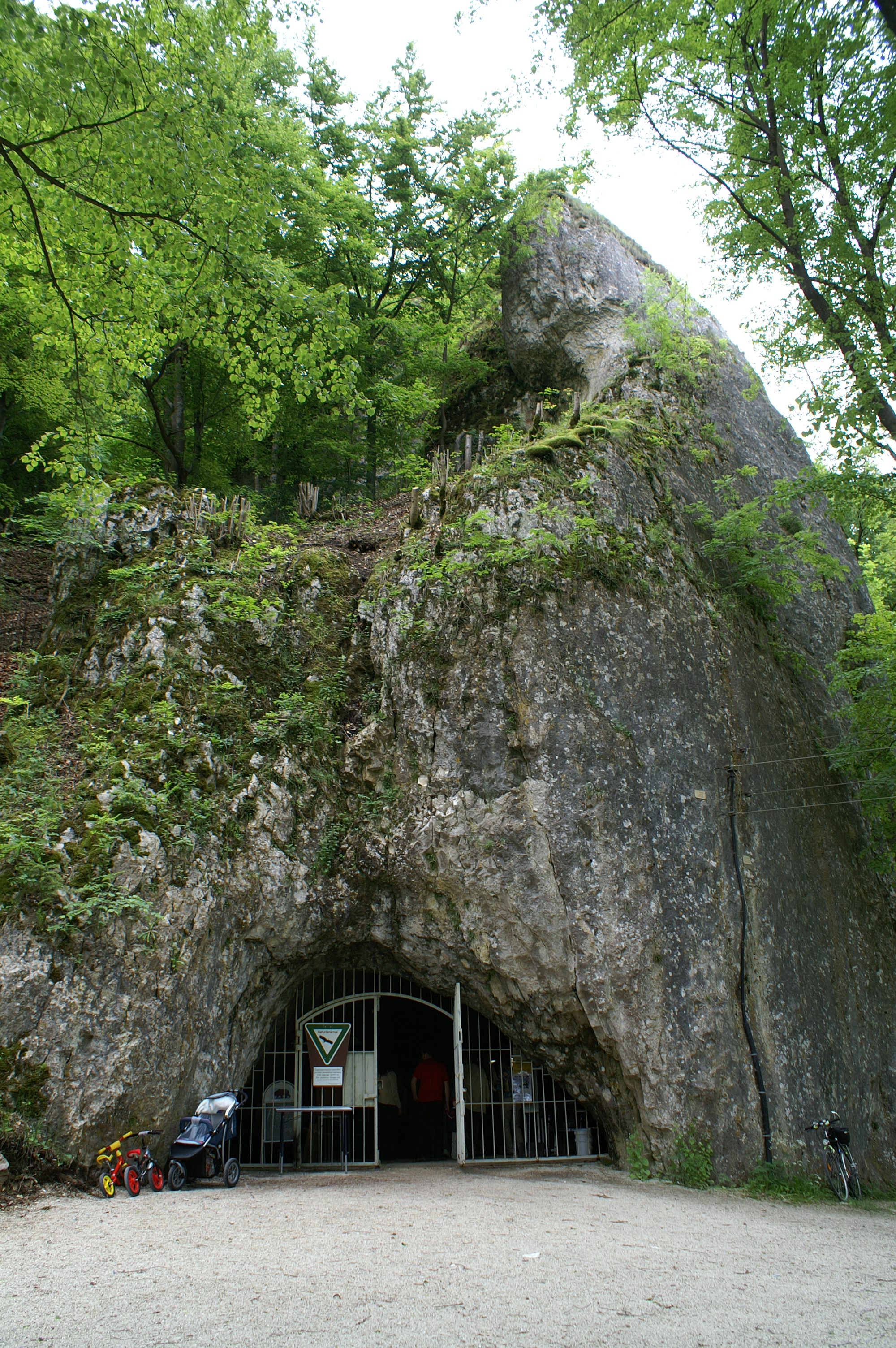
Der Hohle Fels, in dem ein Töpfer beim Abbau von Tonerde 1830 Bärenknochen gefunden hatte, die er an von Mandelsloh verkaufte

Nach Württemberg zurückgekehrt, durchlief von Mandelsloh in rascher Folge alle Stufen der staatlichen Forstverwaltung als Forstassistent, Revieramtskandidat, Revierförster und Oberförster. Als Uracher Oberförster verhandelte er mit Wilhelm Graf von Württemberg über den Ankauf des Forsthauses auf dem Lichtenstein mit den zugehörigen Grundstücken wegen dessen ersten Planungen zum Bau eines Schlosses auf dem Lichtenstein.
Als Uracher Oberförster führte er auch erste Ausgrabungen in der Schillerhöhle oder dem Schillingsloch bei Bad Urach-Wittlingen auf der Schwäbischen Alb durch und fand Knochen von Braunbär und Luchs sowie einen gut erhaltenen Menschenschädel. Nach Besiedlungsspuren suchte er aber leider nicht und kippte den Aushub einfach vor der Höhle den Berg hinunter. Er legte eine Sammlung seiner Fundstücke an und kaufte sich weitere Funde dazu, wie zum Beispiel die Bärenknochen, die der Töpfer Rixinger beim Graben nach Lehm und Tonerde 1830 im Hohlen Fels von Schelklingen gefunden hatte.
Kurz danach wurde er als Kreisforstrat nach Ulm berufen. Er hatte sich schon in seinen früheren Stellungen mit dem Sammeln und Bestimmen von Gesteinen und Versteinerungen befasst und fand in Ulm einen ergiebigen Boden für geologische Studien. Als Frucht derselben legte er der Versammlung der Naturforscher und Ärzte 1834 ein geognostisches Profil der Schwäbischen Alb vor, welches er in einer in Straßburg erschienenen Schrift „Mémoire sur la constitution géologique de l’Alb“ (1834) ausführlich erläuterte. Durch diese Arbeit erwarb sich von Mandelsloh den Ruf eines ersten Kenners der geologischen Verhältnisse Schwabens. Namentlich gebührt ihm das Verdienst, die Bedeutung der Schichtenstörungen im Gebirgsbau der Alb als Erster klar erkannt zu haben und ermittelt zu haben, dass die gegenwärtige Schichtenlage sich vielfach als Folge von erlittenen Verwerfungen nachweisen lässt. Ein auf seinen Vorschlag abgeteuftes Bohrloch zur Suche nach Steinkohle in der Nähe von Neuffen hatte aber keinen Erfolg, weil sich von Mandelsloh die schwäbischen geologischen Verhältnisse zu sehr nach dem Vorbild Englands, das er 1829 näher kennengelernt hatte, ausgemalt hatte.
Als besonders verdienstvoll wurden Mandelslohs Fleiß und Eifer gerühmt, durch sorgfältiges Aufsammeln von Gesteinen und Versteinerungen einen genauen Einblick in den Aufbau der Gebirge seiner Heimat vorbereitet zu haben. Seine sehr beträchtliche Sammlung, die später an das Museum in Stuttgart überging und dort zu einem Höhepunkt der Ausstellung wurde, behielt daher trotz der inzwischen durch Friedrich August von Quenstedts bahnbrechende Arbeiten geänderten Ansichten von der Gliederung der Juraschichten bleibenden wissenschaftlichen Wert.
Seine angeschlagene Gesundheit nötigte den fleißigen Forscher, schon 1854 von seinem Amt zurückzutreten und erst nach Stuttgart später nach Mergentheim überzusiedeln. Fast völlig erblindet starb er dort am 15. Februar 1870 im Alter von 74 Jahren.

## Familie
Er heiratete am 1. April 1823 Josephine Gräfin von Degenfeld-Schonburg (* 19. August 1800; † 14. Januar 1877) in Altenstadt und hatte mit ihr mehrere Kinder:
- Ulrich Ferdinand (* 10. Februar 1824; † 12. Januar 1842)
- Gustav August (* 18. Januar 1825; † 13. Januar 1872) ⚭ Louise Charlotte Elisabeth von Sayn-Wittgenstein-Berleburg (* 7. März 1833)
- Annetta Friederike (* 2. August 1826; † 8. September 1829)
- Albrecht Friedrich (* 30. August 1830; † 1874), Oberstleutnant a. D., Besitzer von Bruchhof bei Göttingen ⚭ Henriette N.N. (* 18. November 1838)
- Bertha (* 12. Juli 1832; † 12. April 1833)
- Marie Anna (* 17. April 1834; † 7. Juni 1834)
- Katharina Adele Henriette Ernestine (* 7. Januar 1837) ⚭ N.N.

## Werke
- „Mémoire sur la constitution géologique de l’Alb“ (1834)